# GeoRSS
GeoRSS — развивающийся стандарт для встраивания информации о местоположении в новостные ленты. Название стандарта происходит от распространенного и узнаваемого формата лент новостей — RSS.
В стандарте GeoRSS информация о местоположении состоит из географических точек, линий и многоугольников, а также описаний соответствующих особенностей. GeoRSS-ленты разработаны с учетом возможности их использования в программном обеспечении, связанным с географией, таким как генераторы карт.
В настоящий момент завершена работа над двумя основными методами хранения данных, называемыми GeoRSS Geography Markup Language (GML) и GeoRSS Simple. GeoRSS Simple — облегченный формат, поддерживающие базовые геометрические примитивы (точки, линии, многоугольники) и предусматривающий типичные сценарии кодирования местоположений. GeoRSS GML поддерживает большее количество функций, нежели GeoRSS Simple, в частности, координатные системы, отличные от обычной широты/долготы. Так же есть частично устаревший, но все еще широко используемый стандарт от W3C.
GeoRSS может использоваться как в RSS 1.0/2.0, так и в Atom-лентах новостей.

## Примеры
Пример GeoRSS Simple в Atom-ленте:
```
 
<?xml version="1.0" encoding="utf-8"?>

 
<feed
 
xmlns=
"http://www.w3.org/2005/Atom"
 

       
xmlns:georss=
"http://www.georss.org/georss"
>

   
<title>
Землетрясения
</title>

   
<subtitle>
Международная
 
лаборатория
 
по
 
наблюдению
 
за
 
землетрясениями
</subtitle>

   
<link
 
href=
"http://example.org/"
/>

   
<updated>
2005-12-13T18:30:02Z
</updated>

   
<author>

      
<name>
Проф.
 
Айси
 
Винер
</name>

      
<email>
tremor@quakelab.edu
</email>

   
</author>

   
<id>
urn:uuid:60a76c80-d399-11d9-b93C-0003939e0af6
</id>

   
<entry>

      
<title>
Дом
 
3,
 
ул.
 
Мира
</title>

      
<link
 
href=
"http://example.org/2005/09/09/atom01"
/>

      
<id>
urn:uuid:1225c695-cfb8-4ebb-aaaa-80da344efa6a
</id>

      
<updated>
2005-08-17T07:02:32Z
</updated>

      
<summary>
У
 
нас
 
тут
 
был
 
большой
 
бум.
</summary>

      
<georss:point>
45.256
 
-71.92
</georss:point>

   
</entry>

 
</feed>

```

Фрагмент GeoRSS GML в RSS 2.0:
```
  
<?xml version="1.0" encoding="UTF-8"?>

  
<rss
 
version=
"2.0"
 

       
xmlns:georss=
"http://www.georss.org/georss"
 

       
xmlns:gml=
"http://www.opengis.net/gml"
>

    
<channel>

    
<link>
http://maps.google.com
</link>

    
<title>
Окраины
 
Морозовки
</title>

    
<description>
Описание
 
окраин
 
деревни
 
Морозовки,
 
Новогодней
 
области
</description>

    
<item>

      
<guid
 
isPermaLink=
"false"
>
00000111c36421c1321d3
</guid>

      
<pubDate>
Thu,
 
05
 
Apr
 
2007
 
20:16:31
 
+0000
</pubDate>

      
<title>
Картофельное
 
поле
</title>

      
<description>
Здесь
 
выращивается
 
самая
 
вкусная
 
картошка
 
в
 
Морозовке.
</description>

      
<author>
rajrsingh
</author>

      
<gml:Polygon>

        
<gml:exterior>

          
<gml:LinearRing>

            
<gml:posList>

              
-71.106216
 
42.366661

              
-71.105576
 
42.367104

              
-71.104378
 
42.367134

              
-71.103729
 
42.366249

              
-71.098793
 
42.363331

              
-71.101028
 
42.362541

              
-71.106865
 
42.366123

              
-71.106216
 
42.366661

            
</gml:posList>

          
</gml:LinearRing>

        
</gml:exterior>

      
</gml:Polygon>

    
</item>

    
<item>

      
<guid
 
isPermaLink=
"false"
>
00000111c365564928974
</guid>

      
<pubDate>
Thu,
 
05
 
Apr
 
2007
 
20:17:50
 
+0000
</pubDate>

      
<title>
Скотоферма
</title>

      
<description>
Производство
 
на
 
этой
 
ферме
 
достигло
 
пика
 
в
 
2003
 
году.
</description>

      
<author>
rajrsingh
</author>

      
<gml:Polygon>

      
<Snip
 
and
 
end
 
fragment
>

```

Пример W3C GeoRSS:
```
 
<?xml version="1.0"?>

 
<?xml-stylesheet href="/eqcenter/catalogs/rssxsl.php?feed=eqs7day-M5.xml" type="text/xsl" 

                  media="screen"?>

 
<rss
 
version=
"2.0"
 

      
xmlns:geo=
"http://www.w3.org/2003/01/geo/wgs84_pos#"
 

      
xmlns:dc=
"http://purl.org/dc/elements/1.1/"
>

  
<channel>

     
<title>
Заметные
 
землетрясения
</title>

     
<description>
Обновляемый
 
в
 
реальном
 
времени
 
список
 
землетрясений
 
во
 
всем
 
мире
 
за
 
последние
 
7
 
дней
</description>

     
<link>
http://earthquake.usgs.gov/eqcenter/
</link>

     
<dc:publisher>
U.S.
 
Geological
 
Survey
</dc:publisher>

     
<pubDate>
Thu,
 
27
 
Dec
 
2007
 
23:56:15
 
PST
</pubDate>

     
<item>

       
<pubDate>
Fri,
 
28
 
Dec
 
2007
 
05:24:17
 
GMT
</pubDate>

       
<title>
M
 
5.3,
 
пос.
 
Полянка,
 
Украина
</title>

       
<description>
December
 
28,
 
2007
 
05:24:17
 
GMT
</description>

       
<link>
http://earthquake.usgs.gov/eqcenter/recenteqsww/Quakes/us2007llai.php
</link>

       
<geo:lat>
5.5319
</geo:lat>

       
<geo:long>
95.8972
</geo:long>

     
</item>

   
</channel>

 
</rss>

```